# British Computer Society
British Computer Society (BCS) (pol. Brytyjskie Stowarzyszenie Komputerowe) jest królewskim instytutem informatycznym, profesjonalnym organem egzaminacyjnym i stowarzyszeniem akademickim reprezentującym osoby pracujące w dziedzinie informatyki, zarówno w Wielkiej Brytanii, jak i na całym świecie. Założona w 1956 r. BCS odegrała ważną rolę w kształceniu i wspieraniu informatyków oraz inżynierów informatycznych, podtrzymywaniu zawodu, akredytacji statusu zawodowego informatyków i tworzeniu globalnej społeczności aktywnej w promowaniu i doskonaleniu dziedziny i praktyki informatycznej.
BCS ma ponad 68 000 członków w ponad 150 krajach, jest zarejestrowaną organizacją charytatywną w Wielkiej Brytanii i została wyznaczona przez Królową Elżbietę jako organizacje królewską w 1984 roku. Patronatem królewskim BCS jest książę Edward od 1976 roku. Jej celem jest promowanie badań i stosowania technologii komunikacyjnej i technologii komputerowej oraz poszerzenie wiedzy na temat edukacji w zakresie technologii informacyjno-komunikacyjnych, z korzyścią dla praktyków zawodowych i ogółu społeczeństwa.

## Stopnie członkostwa
BCS ma różne stopnie członkostwa:

### Honorowe odznaczenia
- Distinguished Fellow (wybitny członek - 31 członków, w tym Władysław Turski)[3]
- Honorowe członkostwo (Hon FBCS)[4] (tylko 104 przyznane do tej pory)

### Zawodowe stopnie odznaczenia
- Fellow (FBCS)
- Professional Member - Członek zawodowy (MBCS)

### Zwykłe stopnie członkostwa
- Associate Member - Członek stowarzyszony (AMBCS)
- Student

### Używanie tytułów odznaczenia
Członkowie są zachęcani do wyświetlania tytułów zawodowych, do których są uprawnieni, gdy jest to właściwe. Kolejność tytułów zawodowych jest skomplikowana i otwarta na pewną liczbę interpretacji. Zwykle powinny pojawić się po dekoracji, stopniach i tytułach czarterowych. Członkowie posiadający CEng (czarterowany inżynier) powinni również wykazać instytucję która nadała im tytuł. Zwykle członkowie posiadający status Chartered IT Professional (CITP – pol. czarterowany informatyk) wyświetlają to natychmiast po swoich tytułach członkowskich (np. FBCS CITP lub MBCS CITP). Jednakże, ponieważ CITP może teraz być przyznawany przez inne organizacje, może również być wyświetlany oddzielnie, po instytucji przyznającej.
Kilka przykładów tytułów związanych z BCS:
- Pan Frank James MBE, FBCS
- Pan Frank James MBE, MSc, CEng, MBCS, MIET
- Pan Frank James MBE, BSc (Hons), MBCS, CITP
- Pan Frank James MBE, MSc, CSci, MIET, CITP

## Kwalifikacje
BCS zapewnia szeroki zakres kwalifikacji zarówno dla użytkowników komputerów i specjalistów IT.

### Kwalifikacje dla użytkowników
BCS oferuje kwalifikacje obejmujące wszystkie obszary IT, w tym zrozumienie arkuszy kalkulacyjnych i oprogramowania do prezentacji, animacji, edycji wideo i zabezpieczeń sieci społecznościowych.
- Europejski Certyfikat Umiejętności Komputerowych (ECDL) – BCS jest jedyną organizacją posiadającą licencję na oferowanie kwalifikacji ECDL w Wielkiej Brytanii.
- Zaawansowany ECDL - zaawansowany kurs ECDL ("Advanced ECDL") ma cztery sekcje, każda z osobna kwalifikacją samą w sobie.  Po uzyskaniu wszystkich czterech zaawansowanych kwalifikacji, osoba otrzyma kwalifikację jako "Ekspert ECDL" - w Wielkiej Brytanii przyznaje to osobie stopień członka stowarzyszonego w British Computer Society, jeśli ta osoba chce podpisać kodeks postępowania i dołączyć do BCS.

### Kwalifikacje wyższe (HEQ)
BCS prowadzi własne kwalifikacje na stopniu wyższym w wielu krajach. Było to wcześniej znane jako Egzamin Profesjonalny BCS, który składał się z Części 1 i 2, z których przejście z Części 2 z profesjonalnym projektem było równoznaczne z brytyjskim dyplomem z wyróżnieniem. Wiele prywatnych szkół komputerowych poza Wielką Brytanią gościło studentów przygotowujących się do egzaminów BCS Część 1 i 2. Poziom aktualnych kwalifikacji to:
- Certyfikat w zakresie IT (równoważny z pierwszym rokiem wyróżnienia uniwersyteckiego)
- Dyplom z informatyki (odpowiednik drugiego roku dyplomu z wyróżnieniem)
- Professional Graduate Diploma in IT (odpowiednik brytyjskiego dyplomu ukończenia uniwersytetu)